# Trappola per l'assassino
Trappola per l'assassino è un film poliziesco del 1966, diretto da Riccardo Freda.

## Trama
Roger, noto industriale francese, è sull'orlo del fallimento. Grazie ad un prestito, il magnate riesce a salvare la ditta.
Alcuni giorni dopo, il creditore viene assassinato. Accusato di essere stato l'artefice del delitto, l'uomo viene imprigionato ingiustamente.
Passano 15 anni e l'ex imprenditore evade dal carcere. Per serie di circostanze, riuscirà a scoprire la verità.

## Produzione
Tratto dall'omonima opera di Jules Mary, Trappola per l'assassino venne girato interamente nella piccola cittadina di Chantilly. Gli adattamenti del romanzo furono curati dal critico cinematografico Jean-Louis Bory.
A ricoprire il ruolo di aiuto regista fu Bertrand Tavernier. I due cineasti, anni dopo, collaboreranno di nuovo insieme per il film Quarto comandamento.

## Distribuzione
Uscito nelle sale italiane il 21 ottobre del 1966, la pellicola è stata edita, in seguito, in home video.
In occasione di una retrospettiva dedicata a Riccardo Freda, il lungometraggio venne inserito all'interno del programma del Bergamo Film Meeting.